# Lenn a sivár Földön

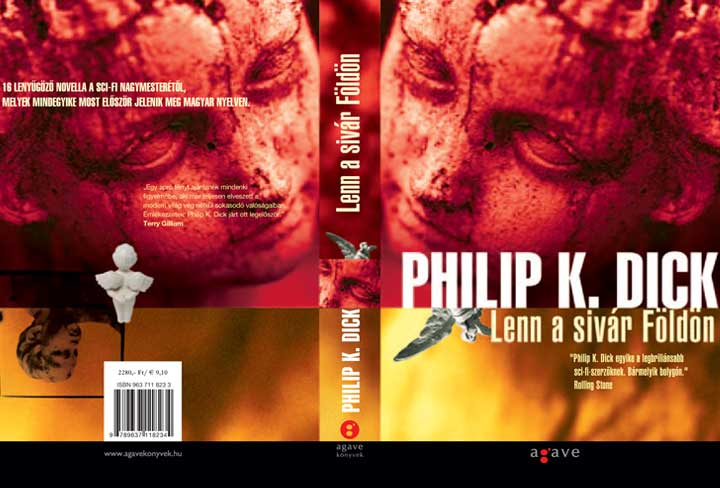
A Lenn a sivár Földön c. kötet borítója, melyet szemlátomást e történet ihletett.

A Lenn a sivár Földön (Upon the Dull Earth) Philip K. Dick egyik novellája, amelyet 1953-ban írt, majd a Beyond Fantasy Fiction magazin 1954. novemberi számában jelent meg. Magyarul a Lenn a sivár Földön című novelláskötetben olvasható.
A kötet borítója remekül rávilágít, hogy Dick a novellában mennyire új formában vizsgálja hagyományos angyal-elképzelésünket. 
|  | Alább a cselekmény részletei következnek! |

## Történet
Sylvia kiválasztottnak érzi magát. Egy másik, felsőbb világból érkező lényeknek (akiket angyaloknak nevez) szokott bárányvért felajánlani. A lények meg is jelennek, de nem csak a vérért, hanem hogy majd Sylviát is magukkal vigyék saját világukba. Ő mindig arról álmodott, hogy egyszer csatlakozhasson hozzájuk, és egy felsőbb életformába jusson át. Azonban családja és vőlegénye, Rick ellene van a dolognak, így kérik maradjon a Földön amíg csak lehet. Sylvia még nem akar távozni, viszont véletlenül megvágja magát, amivel magához csalogatja ezeket a felsőbbrendű lényeket, akik (mivel ő nem tud elmenekülni) hamuvá égetik földi testét, és magukkal viszik.
Egy héttel később Rick maga ajánlja fel a vért, mivel vissza akarja szerezni magának Sylviát. A lények meg is jelennek, köztük Sylvia is, aki most már inkább visszajönne, de mivel teste elégett, nincs mibe. A visszatérés kockázatos, de megpróbálják. 
A visszatérés után Rick szeme láttára alakul át Sylvia egyik húga magává Sylviává. De a szerencsétlenségnek még nincs vége. Hamarosan Sylvia egész családja átalakul. Rick menekül, ki a vakvilágba. Amerre csak jár, mindenhol Sylviává alakulnak az emberek. Hosszú autótúrája után saját lakásában a tükörbe nézve saját magát is látja átalakulni, és ő is egy bizonyos Rickhez kezd beszélni.